# Psycho-Path
Psycho-Path je bila slovenska rock skupina, ustanovljena leta 1993. Znana je bila po težkih kitarskih riffih in seksualno-provokativni tematiki pesmi. Leta 2009 se je zasedba razšla. Kitarist Jernej Šavel je do avgusta 2013 sodeloval v zagrebški synthpop skupini Lollobrigida, dokler se ni pridružil bosanski skupini Dubioza kolektiv, Dominik Bagola je začel kantavtorski projekt Balladero, pevka Melée in kitarist Bekko pa sta ustanovila skupino Werefox. Bili so idejni vodje prekmurskega glasbenega kolektiva Prekmurje Noise Conspiracy.
Skupina je sodelovala tudi pri projektu Drž'te jih! To niso Niet!!!, pri katerem so izvedli priredbo pesmi »Paranoja« skupine Niet.

## Zgodovina
Ustanovili so jo Melanija Fabčič – Melée (vokal), Matej Šavel (bobni), Janez Žlebič (bas kitara), Jernej Šavel (kitara) in Denis Oletič (kitara) po razpadu njihovih prejšnjih skupin, Psihopati in T.S.F.W.?. V letih od 1994 do 1996 so imeli razne koncerte po Sloveniji, Madžarskem, Avstriji in Hrvaškem. Leta 1996 se je skupini uradno pridružil še Štefan Kovač – Pipi, ki je imel vlogo zvočnega tehnika. Istega leta so izdali demo kaseto z naslovom The Kiss & Kill Trax. Z izdajo albumov Jiu Jitsu leta 1997 in Autoerotic leta 1999 ter s turnejami po Evropi je skupina postajala čedalje bolj popularna.
Oktobra 1999 se je skupina priključila kontemporarnem plesno-gledališkem projektu Terminal, pri katerem so sodelovali z Matjažem Faričem in njegovo plesno skupino Flota. Predstava je bila zelo uspešna, deloma tudi zato, ker je skupina pesmi, napisanih za predstavo, izvedla v živo. Glasbo so kasneje, leta 2000, tudi izdali v obliki albuma z istim naslovom, tokrat pri založbi Multimedia Records.
Poleti leta 2000 je skupino zapustil kitarist Denis Oletič. Skupina je pesmi turneje po srednji in južni Evropi izvedla le z enim kitaristom. V letih od 2002 do 2003 je skupina podpisala pogodbo pri Multimedia Records, a so se še pred izidom naslednjega albuma z založbi v prijateljskih odnosih razšli. Album z naslovom Désinvoltura je leta 2004 tako izšel pri založbah More Noise Less Music Records in Exile on Mainstream. Leta 2005 je skupino zapustil bobnar Matej Šavel, ostal pa je kot svetovalec. Istega leta sta se skupini pridružila bobnar Dominik Bagola in kitarist Sašo Benko. Leta 2008 je izšel še njihov zadnji album, The Ass-Soul of Psycho-Path, in sicer pri slovensko-hrvaški založbi Moonlee Records. Po promocijski turneji pa je skupina leta 2009 do nadaljnjega prenehala z delovanjem.

## Člani
Končni člani
- Melanija Fabčič - Melée — vokal (1993–2009)
- Janez Žlebič — bas kitara (1993–2009)
- Jernej Šavel — kitara (1993–2009)
- Štefan Kovač - Pipi — zvočni tehnik (1996–2009)
- Dominik Bagola – bobni (2005–2009)
- Sašo Benko – Bekko – kitara (2005–2009)

Prejšnji člani
- Denis Oletič — kitara (1993–2000)
- Matej Šavel — bobni (1993–2005)

## Diskografija
- The Kiss & Kill Trax (1996, demo)
- Jiu Jitsu (1997, samozaložba)
- Autoerotic (1999, Tricom Music)
- Terminal (2000, Multimedia Records)
- Désinvoltura (2004, More Noise Less Music Records)
- The Ass-Soul of Psycho-Path (2008, Moonlee Records)